# Jedność Niechobrz
Uzasadnienie: encyklopedyczność polskich klubów piłki kopanej tak sugeruje
Jedność Niechobrz – polski klub piłkarski z siedzibą w miejscowości Niechobrz w gminie Boguchwała w powiecie rzeszowskim. W sezonie 2021/2022 występuje w klasie okręgowej (6. poziom rozgrywkowy), grupie rzeszowskiej.

## Stadion
Jedność rozgrywa swoje mecze na Gminnym Centrum Sportu i Rekreacji w Niechobrzu.
Dane techniczne obiektu:
- Pojemność stadionu: 1000 miejsc (230 siedzących, w tym 32 dla kibiców gości)
- Oświetlenie: zainstalowane
- Wymiary boiska: 100 m x 60 m[1]

## Szkoleniowcy
Od lipca 2012 przez sześć kolejnych sezonów trenerem zespołu był Marek Kramarz – były piłkarz oraz trener CWKS Resovii –  który dwukrotnie awansował do IV ligi (podkarpackiej) z drużyną Jedności, co do tej pory jest największym sukcesem klubu. Od lipca 2018 roku grającym trenerem klubu został Sebastian Kłeczek (ówczesny kapitan zespołu).
| Trener            | Od         | Do         | M   | W  | R  | P  | B+  | B-  | %W  | Sukcesy                                                |
| ----------------- | ---------- | ---------- | --- | -- | -- | -- | --- | --- | --- | ------------------------------------------------------ |
| Marek Surówka     | 07.2011    | 06.2012    | 26  | 18 | 2  | 6  | 70  | 33  | 69% | Awans do ligi okręgowej (okręg Rzeszów)                |
| Marek Kramarz     | 07.2012    | 06.2018    | 186 | 85 | 37 | 73 | 321 | 245 | 46% | Dwukrotny awans do IV ligi w sezonie 2012/13 i 2014/15 |
| Sebastian Kłeczek | 07.2018    | 02.2021    | 64  | 30 | 19 | 15 | 132 | 81  | 47% |                                                        |
| Paweł Młynarczyk  | 21.02.2021 | 18.05.2021 | 6   | 2  | 1  | 3  | 7   | 17  | 33% |                                                        |
| Tomasz Brzychczy  | 20.05.2021 | -          | 5   | 2  | 2  | 1  | 6   | 3   | 40% |                                                        |

Statystyki obejmują wyłącznie rozgrywki ligowe. Dane aktualne na dzień: 22.06.2021.

## Rozgrywki ligowe
- Ostatnie sezony w wykonaniu seniorów[2]

| Sezon   | Poziom rozgrywek | Liga                           | Pozycja | Punkty | W | R | P | Bramki | +/- | Uwagi                                                                                              |
| ------- | ---------------- | ------------------------------ | ------- | ------ | - | - | - | ------ | --- | -------------------------------------------------------------------------------------------------- |
| 2002/03 | 6 poziom         | Klasa A (grupa Rzeszów II)     | 10/14   | 31     |   |   |   | 36:44  | -8  | |
| 2003/04 | 6 poziom         | Klasa A (grupa Rzeszów II)     | 5/14    | 46     |   |   |   | 51:35  | +16 | |
| 2004/05 | 6 poziom         | Klasa A (grupa Rzeszów II)     | 5/14    | 46     |   |   |   | 40:24  | +16 | |
| 2005/06 | 6 poziom         | Klasa A (grupa Rzeszów II)     | 3/14    | 43     |   |   |   | 46:30  | +16 | |
| 2006/07 | 6 poziom         | Klasa A (grupa Rzeszów II)     | 2/14    | 53     |   |   |   | 62:24  | +38 | Awans do Klasy okręgowej po barażu ze Stalą Łańcut Jedność 0-0 Stal Stal 1-1 Jedność (po dogrywce) |
| 2007/08 | 5 poziom         | Klasa okręgowa (grupa Rzeszów) | 11/16   | 34     |   |   |   | 39:49  | -10 | |
| 2008/09 | 6 poziom         | Klasa okręgowa (grupa Rzeszów) | 16/16   | 23     |   |   |   | 23:68  | -45 | spadek                                                                                             |
| 2009/10 | 7 poziom         | Klasa A (grupa Rzeszów II)     | 4/14    | 50     |   |   |   | 46:31  | +15 | |
| 2010/11 | 7 poziom         | Klasa A (grupa Rzeszów II)     | 8/14    | 35     |   |   |   | 57:40  | +37 | |
| 2011/12 | 7 poziom         | Klasa A (grupa Rzeszów II)     | 2/14    | 56     |   |   |   | 70:33  | +37 | Awans do Klasy okręgowej (rzeszowskiej)                                                            |
| 2012/13 | 6 poziom         | Klasa okręgowa (grupa Rzeszów) | 1/17    | 74     |   |   |   | 86:32  | +54 | Awans do IV Ligi (podkarpackiej)                                                                   |
| 2013/14 | 5 poziom         | IV liga (grupa podkarpacka)    | 15/17   | 27     |   |   |   | 36:56  | -20 | Spadek do Klasy okręgowej (rzeszowskiej)                                                           |
| 2014/15 | 6 poziom         | Klasa okręgowa (grupa Rzeszów) | 1/16    | 68     |   |   |   | 57:24  | +33 | Awans do IV Ligi (podkarpackiej)                                                                   |
| 2015/16 | 5 poziom         | IV liga (grupa podkarpacka)    | 15/16   | 21     |   |   |   | 27:62  | -35 | Spadek do Klasy okręgowej                                                                          |
| 2016/17 | 6 poziom         | Klasa okręgowa (grupa Rzeszów) | 4/17    | 58     |   |   |   | 68:37  | +31 | |
| 2017/18 | 6 poziom         | Klasa okręgowa (grupa Rzeszów) | 8/16    | 44     |   |   |   | 47:34  | +13 | |
| 2018/19 | 6 poziom         | Klasa okręgowa (grupa Rzeszów) | 4/16    | 49     |   |   |   | 53:31  | +22 | |
| 2019/20 | 6 poziom         | Klasa okręgowa (grupa Rzeszów) | 10/17   | 23     |   |   |   | 30:30  | 0   | Sezon zakończony po rundzie jesiennej przez COVID-19                                               |
| 2020/21 | 6 poziom         | Klasa okręgowa (grupa Rzeszów) | 8/19    | 59     |   |   |   | 68:59  | +9  | |
| 2021/22 | 6 poziom         | Klasa okręgowa (grupa Rzeszów) | 10/18   | 14     | 3 | 5 | 3 | 16:20  | -4  | Po 11. kolejce                                                                                     |

*Dane aktualne na dzień: 12.10.2021
| Liczba sezonów w poszczególnych ligach: | Liczba sezonów w poszczególnych ligach: |
| --------------------------------------- | --------------------------------------- |
| 4 liga (wojewódzka)                     | 2                                       |
| Liga okręgowa                           | 10                                      |
| Klasa A                                 | 8                                       |

## Aktualna kadra
Stan na 13 marca 2019
| Nr | Poz. | Piłkarz              |
| -- | ---- | -------------------- |
|    | BR   | Szymon Jodłowski     |
|    | OB   | Paweł Trznadel       |
|    | OB   | Mateusz Guzek        |
|    | OB   | Paweł Lib            |
|    | OB   | Maciej Micał         |
|    | OB   | Grzegorz Rak         |
|    | OB   | Konrad Wrona         |
|    | OB   | Sebastian Kłeczek    |
|    | PO   | Bartłomiej Martowski |

| Nr | Poz. | Piłkarz             |
| -- | ---- | ------------------- |
|    | PO   | Damian Szeliga      |
|    | PO   | Jacek Kocurek       |
|    | PO   | Łukasz Kalandyk     |
|    | PO   | Patryk Byjoś        |
|    | PO   | Adrian Pogoda       |
|    | PO   | Mateusz Rachwalski  |
|    | PO   | Sebastian Bednarski |
|    | NA   | Dariusz Szeliga     |
|    | NA   | Damian Rak          |